# الشياطين في الإسلام

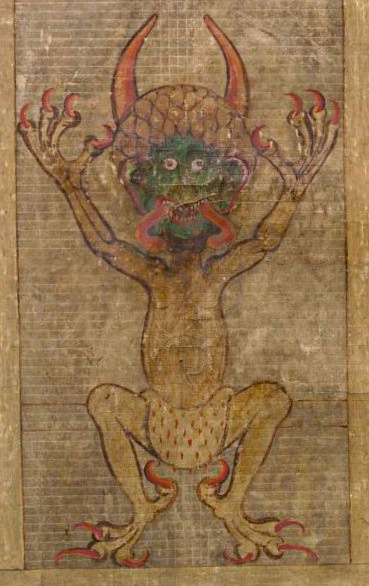
رسمة للشيطان من القرون الوسطى.

 الشيطان  هو كائن خارق للعادة يُعتبر تجسيداً للشر في كثير من الثقافات والأديان باختلاف المسميات وفي أحيان كثيرة عدواً ونقيضاً للإله فهو ممثل الشر وكل ما ينطوي تحته من أفعال وأفكار في حرب مقدسة أو كونية مع قوى الخير وأدق المصطلحات الفلسفية لوصف علاقة الشيطان بالإله هي الثنوية. فالإله يمثل قوى الخير والنور التي تقاتل لأجل نجاة الأرواح البشرية من شر الشيطان وأعوانه.
تختلف التسميات من ثقافة لأخرى فهو إبليس في الإسلام ولوسيفر في المسيحية أما اليهودية فهو أحد أعضاء المحكمة الإلهية ليهوه ويُعتبر ملاكاً ساقطاً في المسيحية ويسمى أيضا عزازل، وفي الإسلام هو من الجن يغوي البشر لارتكاب الذنوب والمعاصي بحق الإله. يلعب الشيطان دوراً محورياً في هذه الأديان الثلاث تحديداً فقد أرتبط اسمه بالكفر والهرطقة وكل ما يمكن اعتباره كذلك حسب المعتقد والدين.
وصرَّح أفلاطون بأن الرجال الأشرار عندما يموتون يصبحون «شياطين»، ويقول: إنَّه «الشياطين هم مراسلون وسُعاةٌ بين الآلهة والبشر».

## أصل التسمية
في العربية تأتي من الجذر (ش-ط-ن) تعني تمرد.
قال في معجم مقاييس اللغة: (الشين والطاء والنون) أصل مطرد صحيح يدل على البعد، يقال شطنت الدار تشطن شطونا إذا بعدت. وأما الشيطان فقال قوم: هو من هذا الباب، والنون فيه أصلية، فسمي بذلك لبعده عن الحق وتمرده. قال أبو عبيد: الشيطان: كل عات متمرد من إنس أو جن أو دابة؛ قال جرير:
أيام يدعونني الشيطان من غزل... وهن يهوينني إذ كنتُ شيطانا
في شبه الجزيرة العربية قبل الإسلام، تم استخدام هذا المصطلح للإشارة إلى الروح الشريرة
والشيطان: روحٌ شرير ويطلق على كل قوة ذميمة للإنسان، وفي الحديث الشريف: «الحسد شيطان، والغضب شيطان».
كلمة «شيطان» في حد ذاتها، تحمل في الأصل معنىً جيدًا وليس شريرًا. في السنسكريتية كلمة ديفا تعني، «من هو ساطع». أما كلمة "devel" فهو (الاسم الغجري لله)، والفارسي dīv، تعني شيطان.
كلمة شيطان موجودة في العبرية (عبرية: שָׂטָן  شطن ) بمعنى  مقاوم  أو  متهم

## الفرق بين الشيطان والجن والقرين وإبليس
• لفظة «الشيطان» صفة لأي مُفسد، تقول العرب عن كل عاتٍ متمرد من الجن والإنس والدواب شيطان.
فالشيطان في اللغة وفي القرآن صفة لكل مُفسد ولو كان إنساناً أو حيواناً، وليست علَماَ على مخلوق معين، يقول ابن الأثير «الشيطان يجرى من ابن آدم مجرى الدم» إنما هو أن يتسلط عليه فيوسوس له، لا أنه يدخل جوفه.
(وَمَن يَكُنِ الشيطان) النفس وقواها، وقال: والمراد به إبليس وأعوانه الداخلة والخارجة من قبيلته، والناس التابعين له أو من القوى النفسانية والهوى وصحبة الأشرار، أو من النفس والقوى الحيوانية وشياطين الإنس والجن.
فيندرج تحت مسمى الشيطان: الأرواح المفسدة، سواء كانت متجسدة (الإنس) أو مجردة (الجن).
• وأما لفظة «الجن» فهي تصنيف آخر لكل مخلوق خفي مستتر، قال ابن منظور في لسان العرب: جن الشيء يجنه جنا: ستره. وكل شيء ستر عنك فقد جُنَّ عنك، وجن عليه الليل أي ستره، وبه سمي الجن لاستتارهم واختفائهم عن الأبصار، ومنه سمي الجنين لاستتاره في بطن أمه، والجَنان، بالفتح: القلب لاستتاره في الصدر، والجُنة: السترة، يقال: استجن بجنة أي استتر بسترة، وقيل: كل مستور جنين، حتى إنهم ليقولون حقد جنين وضغن جنين، وفي الحديث: (الصوم جنة) أي يقي صاحبه ما يؤذيه من الشهوات، الجن نوع من العالم سموا بذلك لاجتنانهم عن الأبصار ولأنهم استجنوا من الناس فلا يُرَوْن، وقال الفراء في قوله تعالى: (وجعلوا بينه وبين الجنة نسبا ولقد علمت الجنة إنهم لمحضرون): يقال الجنة هاهنا الملائكة، يقول: جعلوا بين الله وبين خلقه نسبا فقالوا الملائكة بنات الله، ولقد علمت الجنة أن الذين قالوا هذا القول محضرون في النار.
فيدخل تحت مسمى الجن: الأرواح المجردة فقط دون المتجسدة، سواء كانت صالحة (الملائكة) أو مفسدة (الأرواح المتجردة العاصية).
• وأما لفظة «القرين» فالمراد منها كل روح صاحبت الإنسان واقترن به، يقول صاحب لسان العرب: والقَرون والقَرونة والقَرينة والقَرين: النفس. ويقال: أسمحت قَرونه وقرينه وقرونته وقرينته أي ذلت نفسه وتابعته على الأمر؛ وقرينة الرجل: امرأته لمقارنته إياها.
والقرين: الشيطان المقرون بالإنسان لا يفارقه، وفي الحديث: «ما من أحد إلا وكل به قرينه»، أي مصاحبه من الملائكة والشياطين وكل إنسان، فإن معه قرينا منهما، فقرينه من الملائكة يأمره بالخير، ويحثه عليه. ومنه الحديث الآخر: «فقاتله فإن معه القرين»، والقرين يكون في الخير وفي الشر.
قال رسول الله صلى الله عليه وآله وسلم: (إن للشيطان لمة بابن آدم، وللملك لمة، فأما لمة الشيطان: فإيعاد بالشك وتكذيب بالحق، وأما لمة الملك: فإيعاد بالخير وتصديق بالحق، فمن وجد ذلك فليعلم أنه من الله تعالى، فيحمد الله، ومن وجد الأخرى فليتعوذ بالله من الشيطان: ثم قرأ {الشيطان يعدكم الفقر ويأمركم بالفحشاء})
• وأما لفظة «ابليس» فالمراد منها مجموع القرناء التي يشترك فيها البشر، يقول محي الدين بن عربي: عن القرناء: (أقرانا من شياطين الأنس والجنّ من الوهوم والتخيل) وقال عن إبليس (وإبليس هو القوة الوهمية) [تفسير ابن عربي] 1/25. أي السارية في الناس. قال في لسان العرب: أبْلَسَ الرجلُ قُطِعَ به عن ثعلب وأَبْلَس سكت وأَبْلَسَ من رحمة اللَّه أَي يَئِسَ ونَدِمَ ومنه سمي إبليس وكان اسمه عزازيلَ وفي التنزيل العزيز يومئذ يُبْلِسُ المجرمون وإِبليس لعنه اللَّه مشتق منه لأَنه أُبْلِسَ من رحمة اللَّه أَي أُويِسَ.. والإِبْلاس معناه في اللغة القُنُوط وقَطْعُ الرجاء من رحمة اللَّه تعالى.
إبليس اسم لشيطان واحد وكان اسمه عزازيل حتى معصيته لله. وقيل أن الشيطان إما من شطَن (ابتعد عن الحق) وإما من شيَط (احترق غضبا). وقال أبو عبيدة أن الشيطان كل مات متمرد من إنس أو جن ﴿وَكَذَلِكَ جَعَلْنَا لِكُلِّ نَبِيٍّ عَدُوًّا شَيَاطِينَ الْإِنْسِ وَالْجِنِّ يُوحِي بَعْضُهُمْ إِلَى بَعْضٍ زُخْرُفَ الْقَوْلِ غُرُورًا وَلَوْ شَاءَ رَبُّكَ مَا فَعَلُوهُ فَذَرْهُمْ وَمَا يَفْتَرُونَ ۝١١٢﴾ [الأنعام:112]. وقال الراغب أن الشيطان هو كل ذي صفة ذميمة من إنسان أو جني، أو حيوان، كل ذميم ذما مطلقا.
غير أن مؤلفي معاجم اللغة العربية وعدداً من المفسرين يرجحون اعجمية كلمة ابليس، أو انها من الألفاظ الدخيلة على اللغة العربية، ومعنى كلمة إبليس في اللغة العربية هو من الفعل بَلَسَ (بمعنى طُرِدَ)، عندها يكون معنى إبليس هو "المطرود من رحمة الله، ولفظة ابليس كذلك تأتي في معنى الضلال، الدهشة، السكوت، وكثيرة هي الأحاديث التي تدل على ان اسم ابليس مشتق من الإبلاس، كما ان كتاب اللغة يرجحون اشتقاقها من اللغة العربية.

## صفات إبليس
فقد نسبت إلى إبليس صفات الخيلاء والتكبر والعصيان والتمرد والكراهية والحسد والباطل والغواية والخبث والخداع وغيرها. وكانت معرفته فاتحة التمييز بين الخير والشر بوصفهما مفهومين أخلاقيين أقامهما الفكر النظري مستنداً إلى الدين التوحيدي أو دين الإله الواحد. وأصبح الواجب والجائز والمحظور من أهم دعامات الحياة الاجتماعية. فقبل ظهور الديانات التوحيدية وتحول إبليس إلى رمز للشر في العالم، لم تكن أعمال البشر تقاس سوى بميزان النفع والضرر والأمن والخوف واللذة والألم، ولم يكن للأحكام الأخلاقية من مدلول في الكلام، ومن البديهي أنه لم يكن لها مدلول في الذهن والوجدان. فقد كان مفهوم إبليس ضرورياً لمعرفة الخير والشر والحق والباطل والحسن والقبيح.
وهو في الديانات الإبراهيمية مصطلح يشير إلى أحد أعيان الجن المقربين من الله إلى أن داخله الغرور فلُعن وطرد من السماء. فطرده الله من رحمته ولعنه إلى يوم القيامة وبعدها مصيره النار وبئس المصير.

## الشيطان في الأديان
يرتبط طرد الشيطان في الإسلام بخلق آدم وأمر الله الملائكة بالسجود له بينما كان هو من الجن وليس من الملائكة فعصى أمر ربه فكان من المنظرين إلى يوم الوقت المعلوم أي بمعنى يوم القيامة.
في اليهودية و‌المسيحية أنه أراد أن يكون مثل الله «كَيْفَ سَقَطْتِ مِنَ السَّمَاءِ يَا زُهَرَةُ، بِنْتَ الصُّبْحِ؟ كَيْفَ قُطِعْتَ إِلَى الأَرْضِ يَا قَاهِرَ الأُمَمِ؟* وَأَنْتَ قُلْتَ فِي قَلْبِكَ: أَصْعَدُ إِلَى السَّمَاوَاتِ. أَرْفَعُ كُرْسِيِّي فَوْقَ كَوَاكِبِ اللهِ، وَأَجْلِسُ عَلَى جَبَلِ الاجْتِمَاعِ فِي أَقَاصِي الشَّمَالِ.* أَصْعَدُ فَوْقَ مُرْتَفَعَاتِ السَّحَابِ. أَصِيرُ مِثْلَ الْعَلِيِّ.* لكِنَّكَ انْحَدَرْتَ إِلَى الْهَاوِيَةِ، إِلَى أَسَافِلِ الْجُبِّ.» (إشعياء 14: 12-15).
وهو في الزرادشتية وغيرها الكائن الذي يفسد في الوجود ببث الظلام، فهو ملك الظلام، بينما الله هو الذي يبث النور الذي سينتصر في النهاية ويعلو أمره.
أنكر بعض المعاصرين فكرة الشيطان وعدها أسطورة اخترعها الإنسان ليميز بين ما هو خير وما هو شر، في حين عده بعض الماديين اللادينيين رمزاً للثورة على الضيم والقهر والظلم والتحرر من سلطان الله.[بحاجة لمصدر]